# Karin Lindberg
Karin Elisabet Lindberg, później Lindén (ur. 6 października 1929 w Kalix, zm. 2 grudnia 2020 w Örebro) – szwedzka gimnastyczka. Dwukrotna medalistka olimpijska.
Brała udział w trzech igrzyskach (IO 48, IO 52, IO 56), na dwóch – w 1952 i 1956 – zdobywała medale wspólnie z koleżankami. W Helsinkach Szwedki zwyciężyły w ćwiczeniach z przyborem, w Melbourne w tej samej konkurencji zajęły drugie miejsce.